# Reök István
Greifenbergi Reök István Imre (Mándok, 1816. augusztus 4. – Békéscsaba, 1877. július 7.) ügyvéd, földbirtokos és Békés megye bizottmányi tagja, békéscsabai királyi közjegyző. Munkácsy Mihály festőművész nagybátyja.

## Életpályája
A nemesi származású greifenbergi Reök család sarja. Apja, greifenbergi Reök Theofil (1769-1849) a gróf Forgách család uradalmi tiszttartója Mándokon, anyja, Szélig Anna Forgách grófné udvarhölgye volt. Reök Teofil és Szélig Anna 1800. október 12-én kötöttek házasságot Mándokon. Reök István testvérei: Reök Pál (1808-1897), birtokos, okleveles mérnök, Reök Lajos (1806-1887), herceg Lippe ügyésze, Reök Antal (1810-†?), Lieb Mihályné Reök Cecilia (1812-† Miskolc, 1850. január 12.), Munkácsy Mihály édesanyja, és Reök Sarolta (1801-1853), akinek a férje, nemes Steiner Jakab, az Apponyi-uradalom inspektora.
Az eperjesi kollégiumban tanult az 1830-as években, színész akart lenni, ám végül ügyvédnek állt. 1839-től Pesten élt. Részt vett a politikai életben, gyakran megfordult művészi és írói körökben. Ismerte Vörösmartyt, Bajzát, Egressyt és a két Vachotot: Sándort és Imrét is. A radikálisok körének előbb tagja, majd jegyzője lett. Az 1848–49-es forradalom és szabadságharc ideje alatt 1848 májusától Klauzál Gábor kereskedelemügyi miniszter titkára volt. Miután a szabadságharcot leverték, Cserépvárra ment, itt találkozott utoljára nővérével, Reök Cecíliával, Munkácsy Mihály édesanyjával. 1849 novemberében visszatért Pestre, ám a forradalom idején betöltött tisztsége miatt inkább elmenekült a városból.
1850 áprilisában Békéscsabára ment, ahol Sarolta nővére (Steiner Jakab uradalmi tiszttartó felesége) lakott. Ugyan csak ideiglenesnek tervezte tartózkodását, mégis évekig a városban maradt. Ügyvédi irodát szeretett volna nyitni, hogy pénzhez jusson, ám az osztrák elnyomók az ügyvédi gyakorlattól eltiltották, anyagi helyzete szűkösre fordult. Csekély segítség volt számára, hogy Steinerék beajánlották gróf Apponyi Györgynek, aki ügyintézőként alkalmazta. Később Gerendáson földet bérelt és ott gazdálkodott.
Unokaöccsét, Munkácsy Mihályt 1852 májusában költöztette magához Békéscsabára, miután a gyermek mindkét szülője elhunyt. Megházasodott, majd Munkácsyt iparosinasnak adta. Az 1850-es évek elején megpróbálta fellendíteni a helyi kulturális életet színielőadások megszervezésével, egyúttal műkedvelő társulatot alapított. 1860 októberében Gyulára költözött, ahol eleinte a városnál, később pedig a megyénél vállalt állást. Miután az abszolutizmust visszaállították, visszament gerendási birtokára. A kiegyezést követően megpróbált visszatérni a közéletbe, azonban Pesten nem talált állást. Békéscsabára visszatérvén, mintaszerű gazdaságot alakított ki a második felesége révén örökölt kismegyeri birtokon.
Alapító tagja volt az 1860 őszén megalakult Békésmegyei Gazdasági Egyletnek, egyúttal 1867 és 1870 között az igazgató-elnöki tisztséget is betöltötte. Néhány hónapon keresztül szerkesztője volt a Békésmegyei Közlönynek, s a Szépirodalmi Lapoknak. 1874 április-májusában majd 1876 áprilisában is meglátogatta Munkácsyt Párizsban. 1876-ban költözött be Békéscsabára, majd 1877-ben, miután Aba nevű gyermeke elhunyt, öngyilkos lett.
1910-től utca őrzi emlékét Békéscsabán.

## Házassága és leszármazottjai
Reök István 1845-ben feleségül vette Grobetti Lujza budai polgárkisasszonyt. Első nejétől származott:
- Reök Ilona (1846-?).[12] Férje, dr. Zsilinszky Mihály (1838-1925) belső titkos tanácsos, államtitkár, tanár, történész.
- Reök Gizella (1848-1851).

Később elvette a nála 16 évvel fiatalabb, római katolikus, nemesi származású rozváczi Omazta Mária Terézia (1832-1906) kisasszonyt, akinek a szülei rozváczi Omazta Zsigmond (1801-1867), a csabai uradalom ügyésze, táblabíró, majd Békésmegye alkotmányos első alispánja, és terényi Stummer Mária (1803-1832) úrnő voltak. Stummer Mária szülei terényi Stummer János (1764-1842), táblabíró, főszolgabíró, majd Békés vármegye alispánja, és pécsújfalusi Péchy Franciska (1771-1811) voltak. Omazta Máriától született:
- Reök Iván (1855—1923).[18] Neje Kelemen Ida (1861-1945), a jeruzsálemi Szent Sir-rend III. osztályának hölgye.[19]
- Reök Erzsébet (1867-1954). Férje, dr. Dirner Gusztáv (1855-1912), egyetemi magántanár, a Budapesti Királyi Bábaképző intézet igazgatója.

## Művei
- A dohány okszerű kezelése. Gyula, 1867.
- Társadalmi életképek, tekintettel a székhelykérdésre Békésmegyében. Békés-Csaba, 1873.
- Röpívek a megye székének áttétele érdekében Gyuláról Csabára. Uo. 1874.